# 安史之亂

安史之亂（755年12月16日－763年2月17日）是中國唐朝中期爆發的一場大規模內戰，歷時七年餘。這場叛亂最初由三鎮節度使安祿山及其部將史思明發動，以討伐外戚楊國忠為名率兵入朝，叛亂最終因內部分裂以及唐朝及其盟友的反攻而失敗。這場叛亂橫跨了唐玄宗、唐肅宗和唐代宗三位皇帝的統治，事件對唐朝國力造成嚴重打擊，被視為唐朝由盛轉衰的關鍵事件。
叛軍以自范陽起兵，一度攻陷長安、洛陽兩京，玄宗被迫西逃。戰亂雖最終由唐朝聯合回紇平定，但戰後唐朝漢族登記人口減少過半，並對胡人態度由開放包容急速轉為仇恨，造成日後藩鎮割據局面。
此後中央權威衰落，河北等地長期脫離控制，邊疆防禦崩潰，吐蕃趁機占領西域，經濟重心加速南移，對中國後世政治、社會與對外關係影響深遠。

## 背景

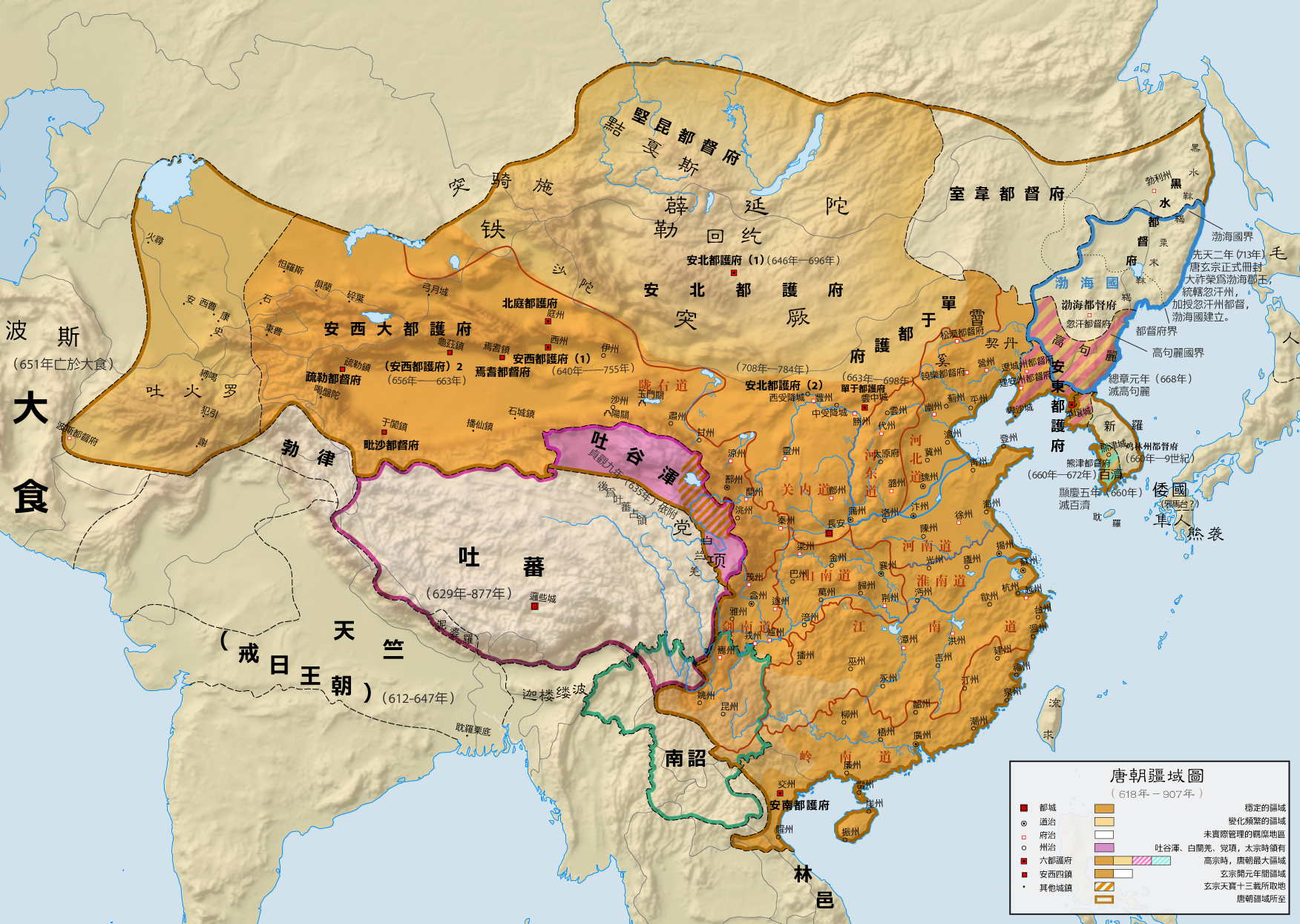
安史之亂前的唐朝疆域

唐朝歷唐太宗「貞觀之治」、唐高宗「永徽之治」、武則天「貞觀遺風」及唐玄宗的「开元盛世」後，國勢持续增加，文治武功在唐玄宗開元天宝年間達至鼎盛狀態。為了炫耀武力，大開邊功，從唐睿宗景雲二年開始，到開元末年，邊境上先後設立了十個節度使。到天寶時期，這些節度使集軍政財權於一身，成為地方上最高的軍政長官，改變了唐朝初年內重外輕的局面，加劇了唐中央和地方藩鎮的矛盾。安史之亂發生并席捲北方後，對唐朝乃至中原後世的發展產生重大影響。

### 藩鎮崛起
在初唐之時，節度使僅負軍事之責，而且人選都為德高望重之臣，並有不久任、不遙任、不兼任之原則。但經唐太宗、唐高宗时期屢次开疆拓土，先後討平東、西突厥、高句丽等，使初唐时期建立起很遼闊的边疆区。中央朝廷為加強對邊疆的控制、鞏固邊防和統理異族，便于唐玄宗開元十年（722年）在邊地設十個兵鎮，由九個節度使和一個經略使管理。然而，此等每以數州為一鎮的節度使不單管理軍事，而且因兼領按察使、安撫使、節度使等職而兼管轄區內的行政、財政、人民戶口、土地等大權，令原為地方長官之州刺史變為其部屬。據《新唐書·志第四十·兵》言：“既有其土地，又有其人民，又有其甲兵，又有其財賦。”軍事與行政的統合使得節度使因而雄據一方，成為唐室隱憂。

### 外重內輕
唐初，全國實行府兵制共置634個折衝府，當中261個位於保衛京師長安的關中，故军事战略相对来说是外輕內重，保證唐室有足夠的兵力保衛京師及其政權。唐玄宗開元十年（722年）設置節度使，許其率兵鎮守邊地，軍力日漸強大，漸有凌駕中央之勢。開元十四年（726年）時，京師守衛改由彍騎負責。而天寶中期，邊鎮兵力達50萬。而安祿山一人更兼任平盧、范陽、河東三镇節度使。这三地之間地域相連，兵力又於諸鎮之中最強，光是帳面上的兵力即達18.39萬，實力強大。相反，中央兵力則不滿13萬，形成外重內輕的軍事局面，漸漸形成地方反過來威脅中央的危機。

### 玄宗怠政
開元天寶之際，由於唐玄宗重用奸佞，政治昏庸、吏治敗壞，大土地所有制日益發展，均田制逐漸破壞，軍事制度也由募兵代替了府兵。唐玄宗更寵幸楊貴妃，成就楊貴妃的“禍水”之名。唐玄宗揮金如土，如曾將一年各地之貢物賜予宰相李林甫。唐玄宗又把國政先後交由奸相李林甫、楊國忠把持。時任中書令李林甫爲人陰險，有「口蜜腹劍」之稱，任內憑著唐玄宗的信任專權用事達十六年，杜絕言路，排斥忠良，欺上瞞下，玩弄權術，以致言路壅蔽、諂媚當道、忠貞去國、貪饕升天、社鼠殘害、民不堪命，而唐玄宗亦不加阻止，甚至可能不知情。楊國忠因妹楊貴妃得到寵幸而繼李林甫出任右相（中書令），只知搜刮民財，以致群小當道、國事日非、朝政腐敗，讓安祿山有機可乘。

### 胡將勢大
唐太宗至唐高宗、武则天時平定東突厥及契丹各族後，將其內徙至河北北部一帶，河北北部于是成為胡人雜居之地。當地胡化甚深，受到的汉文化影响很浅，因此與唐室的中原關係疏離。唐室為了便於統治，倚重能通多種胡語及了解外族民風者。李林甫出任宰相時，為鞏固權位，杜絕邊將入相之路，稱胡人忠勇無異心，建議玄宗用胡人為鎮守邊界的節度使，而且又放任他們拥兵自重。因此安祿山身為胡人等得以取得權力，东北城的鞠仁兵是安祿山部隊中最骁勇劲捷。而安祿山也因兼三大兵鎮獨掌十八万三千九百人的兵力而有叛唐的實力及野心。

### 將相不和
安祿山拥兵边陲，偃蹇不奉法，但因其手下驍勇善戰、屢立邊功，因而甚獲玄宗寵信和庇護，引來把持朝政的楊國忠忌恨。楊國忠認為安祿山非自己門下，而自己有楊貴妃在內支持，故而數次向玄宗揭發安祿山謀反，但玄宗都不聽納，兩人因而交惡，而唐玄宗又對此不加干預。安祿山久懷異志，手握重兵，但因為受到玄宗寵信，本來打算隱忍，直至玄宗駕崩後再造反，但看見楊國忠受寵，恐怕他將會不利於己，因而造反的心思就越發急遽。楊國忠寡謀矜躁，屢次借故攻擊安祿山，又一度嘗試以平章事召安祿山入朝，但最終玄宗認為「祿山無二心，前詔焚之矣」。安祿山最終還是就以討楊國忠之名舉兵反唐，其堂兄安思顺早已向玄宗上表，指安祿山有反叛之心且正在計劃起兵，但玄宗仍拒絕相信。。

## 經過

### 安祿山起兵
天寶十四载十一月初九（755年12月16日），安祿山趁唐朝廷內部空虛腐敗，聯合同羅、奚、契丹、室韋、突厥等民族組成共約15萬士兵，號稱20萬，在薊城南郊（今北京西南）誓師，以「憂國之危，奉密詔討伐楊國忠以清君側」為藉口於范陽（今北京）起兵。當時全国承平日久，民不知戰一百數十年，河北州縣立即望風瓦解，當地太守、縣令或逃或降。

### 唐軍抵抗
唐玄宗於同年十一月十五日得知安祿山反讯，犹豫后任命安西節度使封常清兼任范陽、平盧（今遼寧朝陽）節度使，準備防守；命皇六子榮王李琬為元帥、右金吾大將軍高仙芝為副元帥，率領飛騎、彍騎及朔方等兵東征。然而國家承平日久，封常清招募的六萬人市井庸保，只能斷河陽橋以守。唐玄宗於11月15日再派特使畢思琛往東都洛陽募兵防守。
安祿山的大軍所向披靡，先在甕子穀擊敗了負責守衛洛陽的安西節度使封常清，同年12月12日攻入洛邑。東京留守李憕和御史中丞盧奕不降，為安祿山所殺。河南尹達奚珣投降安祿山。由於形勢危急，封常清向高仙芝說「賊銳甚，難與爭鋒。潼關無兵，一夫奔突則京師危，不如急守潼關」，高仙芝聽納了他的意見。後來，高仙芝開太原倉，把倉內的糧米財物全部賜給士卒，焚燒剩餘的東西以免資敵，引兵退還潼關，然而途中被安祿山軍隊襲擊，於是唐軍驚慌逃亡，當時「甲仗資糧委於道，彌數百里」。高仙芝抵達潼關後，修繕守具，採以守勢，堅守潼關不出，而安祿山軍隊以攻關不成引還。後來，唐玄宗聽信監軍宦官邊令誠的誣衊，以「失律喪師」之罪處斬封常清、高仙芝。
天寶十五年（756年）正月初一，安祿山在洛陽稱帝，國號「大燕」，改元聖武，期間再攻破鄴、廣平、鉅鹿、趙、上谷、博陵、文安、魏、信都九郡，砍殺恆山郡太守顏杲卿。同年五月，安祿山的部將武令珣大破南陽節度魯炅所率領的荊、襄、黔中、嶺南五萬勤王兵馬，魯炅收合殘卒，退保南陽郡。

### 長安失守與玄宗退位

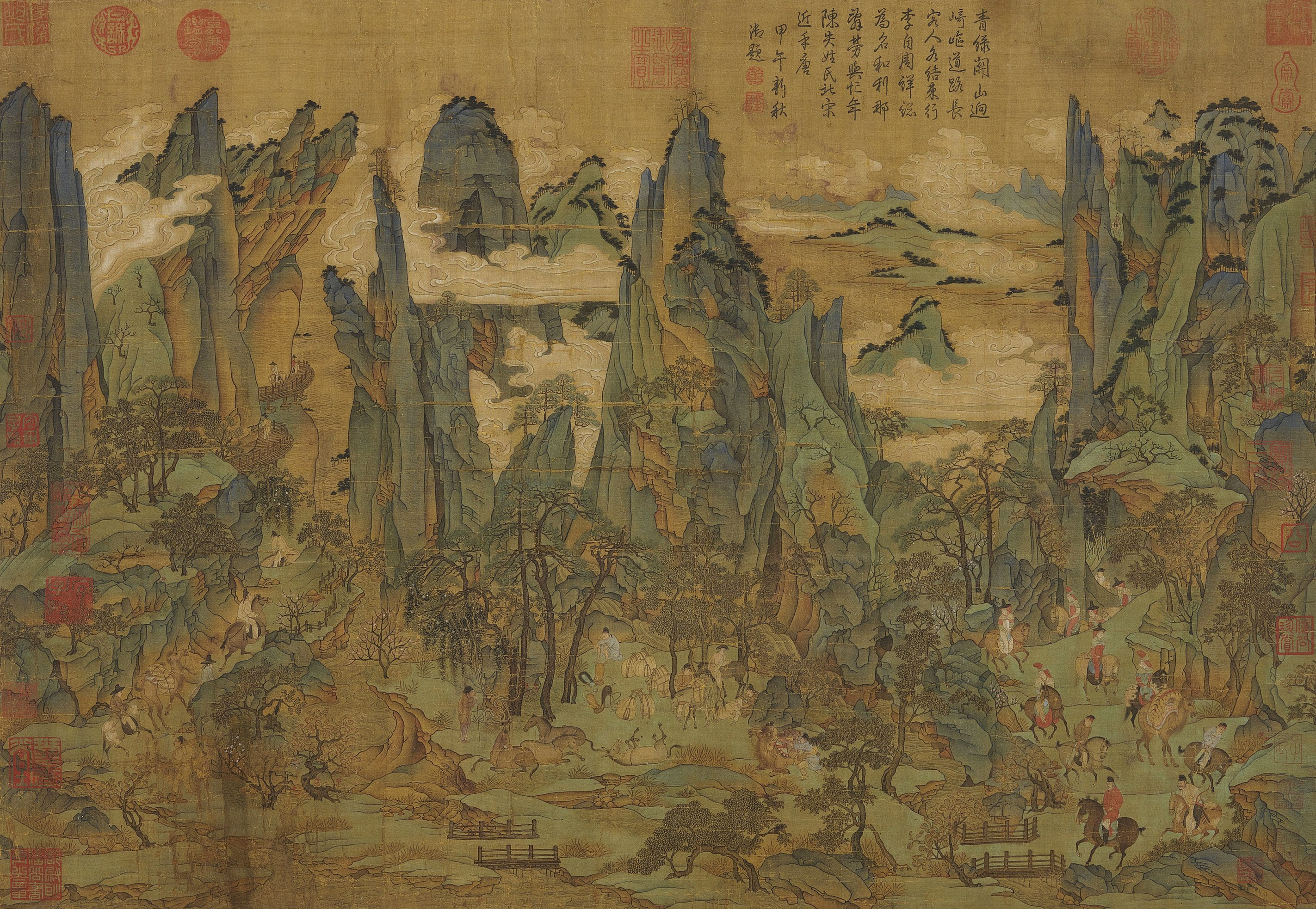
唐人 明皇幸蜀圖，國立故宮博物院藏

朝廷處死封常清、高仙芝之後，任命胡将哥舒翰為統帥，鎮守潼關。同一時間，李光弼、郭子儀等勤王兵馬出土門路，大破安祿山部將史思明於常山郡東嘉山，河北諸郡歸降者十餘萬。唐室本可利用地势暫時死守，等待勤王兵馬消滅勢窮的安祿山，但唐玄宗急于平乱，竟然聽從楊國忠的計謀，不顧時李光弼、郭子儀的反對強令哥舒翰出兵，哥舒翰被迫以缺乏訓練的20萬弱兵出戰，全軍覆沒。潼關一破，都城长安震驚，失陷在即。唐玄宗急忙再向楊國忠問計，楊國忠說「幸蜀便」，玄宗接納並決定播遷四川。唐玄宗於6月13日凌晨逃離長安，身邊只帶著韋見素、太監高力士及皇太子諸王數百人，當時百官士庶全不知情，文武官員猶上朝，儀仗皆仍然整肅。
玄宗一行抵達咸陽沙野時，有十數名士兵向玄宗進言「巢為陛下除奸臣，乘輿今西，秦中父老何望？願還宮」，但被太監田令孜訓斥，並命令羽林騎把他們全數砍殺。待到了马嵬坡（今陝西興平西北23里），途中士兵飢疲，六軍不發，龍武大將軍陳玄禮恐怕士兵嘩變，便率先號召各人說「今天子震蕩，社稷不守，使生人肝腦塗地，豈非國忠所致！欲誅之以謝天下，云何？」，遂率兵逼宮，請求殺楊國忠父子和楊貴妃。楊國忠已經被士兵亂刀砍死，玄宗本欲赦免楊貴妃，但士兵繼續喧嘩，在親信宦官高力士苦勸之下，於是玄宗忍痛下詔縊死楊貴妃。後兵分二路，玄宗入蜀，皇太子李亨在靈州（今寧夏靈武）自行登基，是為唐肅宗。郭子儀被封為朔方節度使，奉詔討伐。次年郭子儀上表推薦李光弼擔任河東節度使，聯合李光弼分兵進軍河北，會師恆州（今日河北正定），擊敗安祿山部将史思明，收復河北一帶。

### 史思明奪權

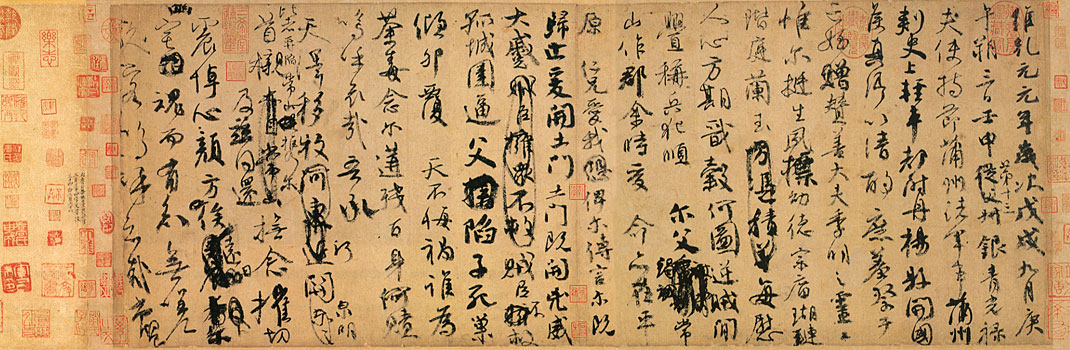
顏真卿 祭姪文稿，758年，國立故宮博物院藏

唐肃宗至德二載（757年）正月，安慶緒殺父安祿山，自立為帝。命史思明回守范陽，留蔡希德續圍太原，南下包圍睢陽，但守將仍然堅守至10月。9月至11月，長安為唐軍收復，安慶緒自洛陽敗逃退據鄴（今河北臨漳），其部將李歸仁率精銳及胡兵數萬人，潰歸范陽史思明。因契丹、同羅等族組成的精兵大部歸史思明，安慶緒謀除史思明，史思明遂以所領13郡及兵8萬降唐，唐封其為歸義王，任范陽節度使。
唐廷對史思明存有猜疑，欲策劃消滅之，不料計劃外洩，史思明復叛，與安慶緒遙相聲援。乾元元年（758年）安慶緒為郭子儀等統兵20餘萬所圍困，後增至60萬。次年得史思明之助，大敗唐九節度使之60萬軍，其圍遂解（鄴城之戰）。宦官魚朝恩讒毀，郭子儀被召還長安，解除兵權，處於閑官。不久安慶緒被史思明所殺，史思明接收了安慶緒的部隊，兵返范陽，稱「大燕皇帝」。

### 戰亂結束
上元二年（761年）三月，史思明軍隊內訌，史思明為其子史朝義所殺，內部離心，屢為唐軍所敗。
寶應元年（762年）十月，唐代宗繼位，並借回紇兵收復洛陽，史朝義奔莫州（今河北任丘北）。仆固怀恩率朔方军追击史朝义。
宝应二年（763年）春天，田承嗣献莫州投降，送史朝义母亲及妻子于唐军。史朝义率五千骑逃往范陽，史朝義部下李懷仙献范阳投降。史朝义走投无路，於林中自缢，歷時七年又兩個月的安史之亂結束。
唐廷基於迅速結束戰爭的考量，招降後任命安史餘部田承嗣为魏博節度使，李怀仙为幽州节度使，李寶臣为成德节度使，薛嵩为昭義節度使，此後唐朝進入藩鎮割據的局面。

## 影響
安史之亂歷時八年，雖然亂事最終得以平定，可是很多後世史家均認為安史之亂不但是唐帝國由盛轉衰的轉捩點，而且對中國後世政治、經濟、社會、文化、對外關係的發展均產生極為深遠而巨大的影響。平定叛乱之后，唐朝一改过去对胡人的开放包容，发动了排胡运动，著名诗人李白写下诗歌《胡无人》，司马光《资治通鉴》：“（安史之乱爆发之后）由是祸乱继起，兵革不息，民坠涂炭，无所控诉，凡二百余年。”
當時唐室為了早日結束戰事，不惜招撫安史降將如李懷仙、田承嗣等，大肆分封為節度使、觀察使，允許其保留所據地區與兵力，於是藩鎮數量激增，全國各地均置節度使。而安史叛將的舊有軍力得以維持，因此便割據一方，控制了地方的政務，“郡將自擅，常賦殆絕，藩鎮廢置，不自朝廷”，中央無法控制地方，形成藩鎮割據的問題。如安史旧将田承嗣据魏博、李寶臣据成德、李怀仙据范陽，皆领节度使之职，即河朔三鎮。當時藩鎮表面上臣服於唐室，但事實上卻割據一方，使唐帝國陷入分裂的狀態，當中以河朔三鎮為甚。田承嗣在魏博還公然為叛亂的元凶安祿山、安慶緒、史思明、史朝義四人立祠，稱為安史四聖。河北的割據狀態可謂一直維持至唐亡乃至五代十國。唐末，宣武军节度使朱溫帶兵進入京師長安，控制唐室。其後當朱溫廢唐哀宗，建立後梁，自立為帝，全國各地隨即各自獨立。
安史之亂之影響也包括促使長安、洛陽的衰落與中國政治重心的轉移。自秦漢以來，長安所在的關中地區一帶均為政治上的首都，是中國的政治中心和中央政府所在地。自安史之亂後，因戰亂持續而殘破不堪，李庾《東都賦》描寫安史軍隊“殺人如刈，焚廬若薙”；洛陽“世治則都，世亂則墟；時清則優偃，政弊則戚居”，故五代之中只有後唐定都洛陽，其他四朝乃至北宋以後的各個皇朝均不再定都於長安或者洛陽。
經濟方面，華北，關中一帶的經濟因此而殘破，經濟重心再度南移，南方取代北方的經濟地位。安史之亂主要蹂躪唐朝人口稠密和经济发达的地區，北方人民多流徙，北方的經濟大受破壞；相反，江南一帶並未如北方般受到戰亂的摧殘，使南方得以保全。而且大量中原人民南遷，為南方帶來勞動力，使江南的經濟則日益發達，最終其經濟規模凌駕於中原之上。
唐室為了平亂而向外族回紇、大食借兵，回紇自恃平亂有功，也屢屢向唐室勒索威逼財帛，连年的侵扰邊境，唐朝聲威至此淪落，天可汗制度無法維持。原本隶属于唐朝的西域地区更是在之后三十五年时间内陆续被吐蕃和回紇所完全占领，結果導致陸上絲路逐漸斷絕，而南方的海上絲路則逐漸取代。

## “大燕”君主
| 肖像 | 庙号 | 谥号                    | 名讳                | 在世时间     | 在位时间     | 年号 | 年号使用时间 | 陵寝                               |
| 前燕 | 前燕 | 前燕                    | 前燕                | 前燕         | 前燕         | 前燕 | 前燕         | 前燕                               |
| ---- | ---- | ----------------------- | ------------------- | ------------ | ------------ | ---- | ------------ | ---------------------------------- |
| －   | －   | 光烈皇帝 （史思明追谥） | 安禄山              | 703年－757年 | 756年－757年 | 圣武 | 756年－757年 | －                                 |
| －   | －   | 晋剌王 （史思明谥）     | 安慶緒 （初名仁执） | 723年－759年 | 757年－759年 | 天成 | 758年－759年 | －                                 |
| 後燕 |      |                         |                     |              |              |      |              |                                    |
| －   | －   | 昭武皇帝 （史朝義追谥） | 史思明              | 703年－761年 | 759年－761年 | 應天 | 759年        | 北京市丰台区王佐镇林家坟村史思明墓 |
| －   | －   | 昭武皇帝 （史朝義追谥） | 史思明              | 703年－761年 | 759年－761年 | 順天 | 759年－761年 | 北京市丰台区王佐镇林家坟村史思明墓 |
| －   | －   | －                      | 史朝義              | 731年－763年 | 761年－763年 | 显圣 | 761年－763年 | －                                 |

## 同一時期發生的戰爭
- 永王李璘之亂
- 岐王李珍叛乱
- 袁晁起义
- 劉展之亂
- 方清起义

## 人物
| 「大燕皇帝」 - 安祿山：原平卢、范阳、河东节度使。 - 安慶緒：安祿山之子。 - 史思明：原为安禄山手下大将，一度降唐，后复叛。 - 史朝义：史思明之子，后兵敗自盡。 | 唐軍 - 唐玄宗 - 唐肅宗 - 唐代宗 - 高仙芝 - 封常清 - 哥舒翰 - 陳玄禮 - 郭子儀 - 李光弼 - 許遠 - 張巡 - 顏杲卿 - 魯炅 - 張介然 |

## 備註
1. ↑  雖然安祿山身兼河东节度使，但無法調動河東軍

## 延伸閱讀
- 《中国大百科全书》：安史之乱 （页面存档备份，存于）